# Cotis

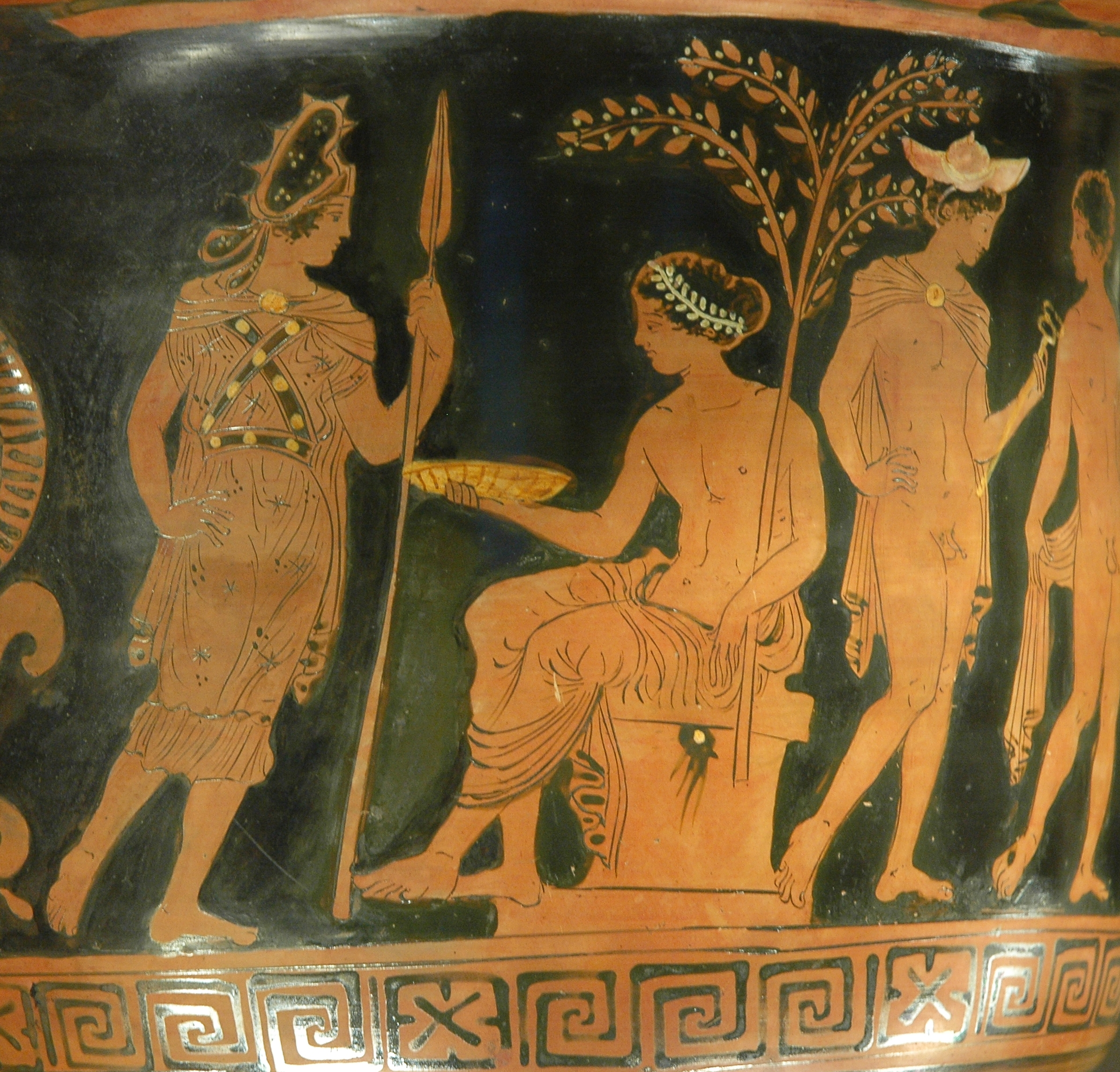
Pintura griega en un jarrón que representa a una diosa, probablemente Bendis o Cotis, adornada con ropas tracias acercándose a un Apolo sentado. Una crátera con forma de campana por el pintor de Bendis, c. 380-370 A.C.

Cotis o Cotito (en griego antiguo: Κότυς, Kótys; Κοτυττώ, Kotyttṓ), fue una prominente diosa tracia y griega, adorada en unas fiestas conocidas como las cotiteas, que se celebraban en muchas partes de la antigua Grecia e Italia. Cotis también era adorada en Corinto.
Diosa hermafrodita de la impudicia, desvergüenza y obscenidad[cita requerida] era una deidad andrógina, que poseía atributos de ambos sexos.
Su culto parece haberse extendido hasta Italia y la Sicilia dórica. Las esculturas en relieve posteriores de Tracia la mostraban como una diosa cazadora similar a Artemisa, pero en la literatura se la comparaba con la Cibeles (la Gran Madre de los dioses) anatolia.
Esta diosa era adorada por los baptos que significa "bañistas",  porque su ceremonia de purificación previa a la adoración implicaba un elaborado ritual de baño. Cotis era a menudo venerada durante las ceremonias nocturnas, que estaban asociadas con la insobriedad desenfrenada y el comportamiento obsceno.  Su culto era muy similar al culto de la diosa Bendis.